# قلابچه‌ماهی گوژپشت
قلابچه‌ماهی گوژپشت (نام علمی: Melanocetus johnsonii) نام یک گونه از سرده دیوماهی سیاه است.